# Zuchwil
Zuchwil é uma comuna da Suíça, situada no distrito de Wasseramt, no cantão de Soleura. Tem 4,67 km² de área e sua população em 2018 foi estimada em 8.959 habitantes.